# 人道报节

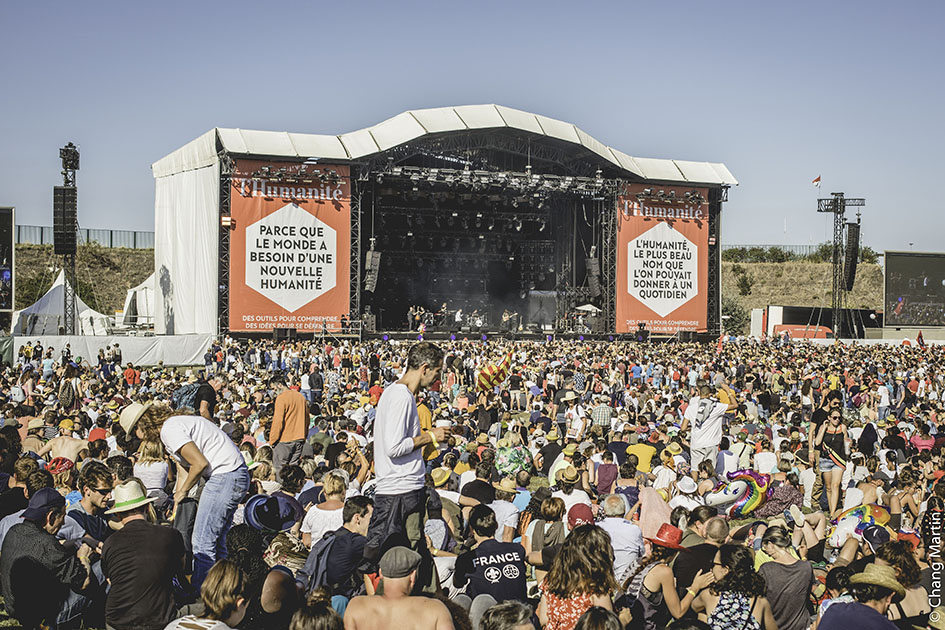
2019年的人道报节

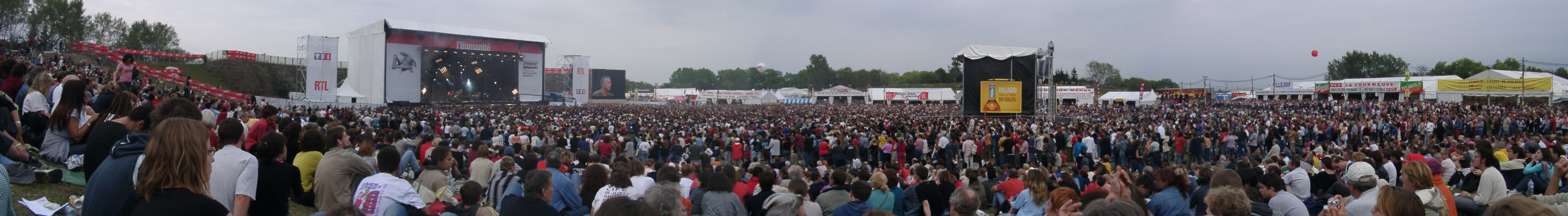
2005年的人道报节

人道报节（法語：Fête de l'Humanité）是法国每年9月举行的大型节庆活动。该活动得名于法国共产党党报《人道报》，由《人道报》社主办。第一次人道报节举行于1930年9月，初衷是为了给《人道报》的发行筹集资金，当时只有1000人参加，而2010年的人道报节则吸引了60万人参加。2018年，创下新纪录，有80万人参加该活动。
人道报节举行时，数以百计提供食物和饮料的摊位散落在场地中，摊主来自世界各地。在场地的一些帐篷里还进行政治辩论。